# Agnes Arpi
Agnes Arpi, född 27 april 1985, är en svensk journalist och skribent. 

## Biografi
Arpi har sedan 2010 arbetat för Expressen och GT som ledarskribent och debattredaktör samt för Metro som kolumnist. Hon har arbetat för SVT som frågeskrivare för programmet Vem vet mest, och är sedan 2021 krönikör vid Altinget.
Som journalist har hon skrivit om arbetsmarknad och sjukvård, bland annat om den undermåliga svenska vården för kvinnor. Hon har medverkat i antologin Skitliv: ungas villkor på en förändrad arbetsmarknad, där hon kritiserar företeelsen bemanningsföretag som för unga ofta innebär bristande kontinuitet och brist på fortbildning. I sitt bidrag i antologin Feminism redogör hon för hur det trots att patienten står i centrum i svensk sjukvård är kvinnor som felbehandlas och viftas bort. Hon hävdar att detta beror på föreställningar om kvinnors underlägsenhet, samt bristande förståelse för historiskt formade maktrelationer.

### Familj
Agnes Arpi har två barn. Hon är syster till skribenten och debattören Ivar Arpi.